# جوسيف شنايدر (رياضي)
جوسيف شنايدر (بالألمانية: Josef Schneider)‏ (و. 1957  م) هو رياضي، ومتزحلق ألماني، ولد في شبيغيلاو، شارك في الألعاب الأولمبية الشتوية 1980، والألعاب الأولمبية الشتوية 1984.

## روابط خارجية
- جوسيف شنايدر على موقع أوليمبيديا (الإنجليزية)